# Peenevarvet

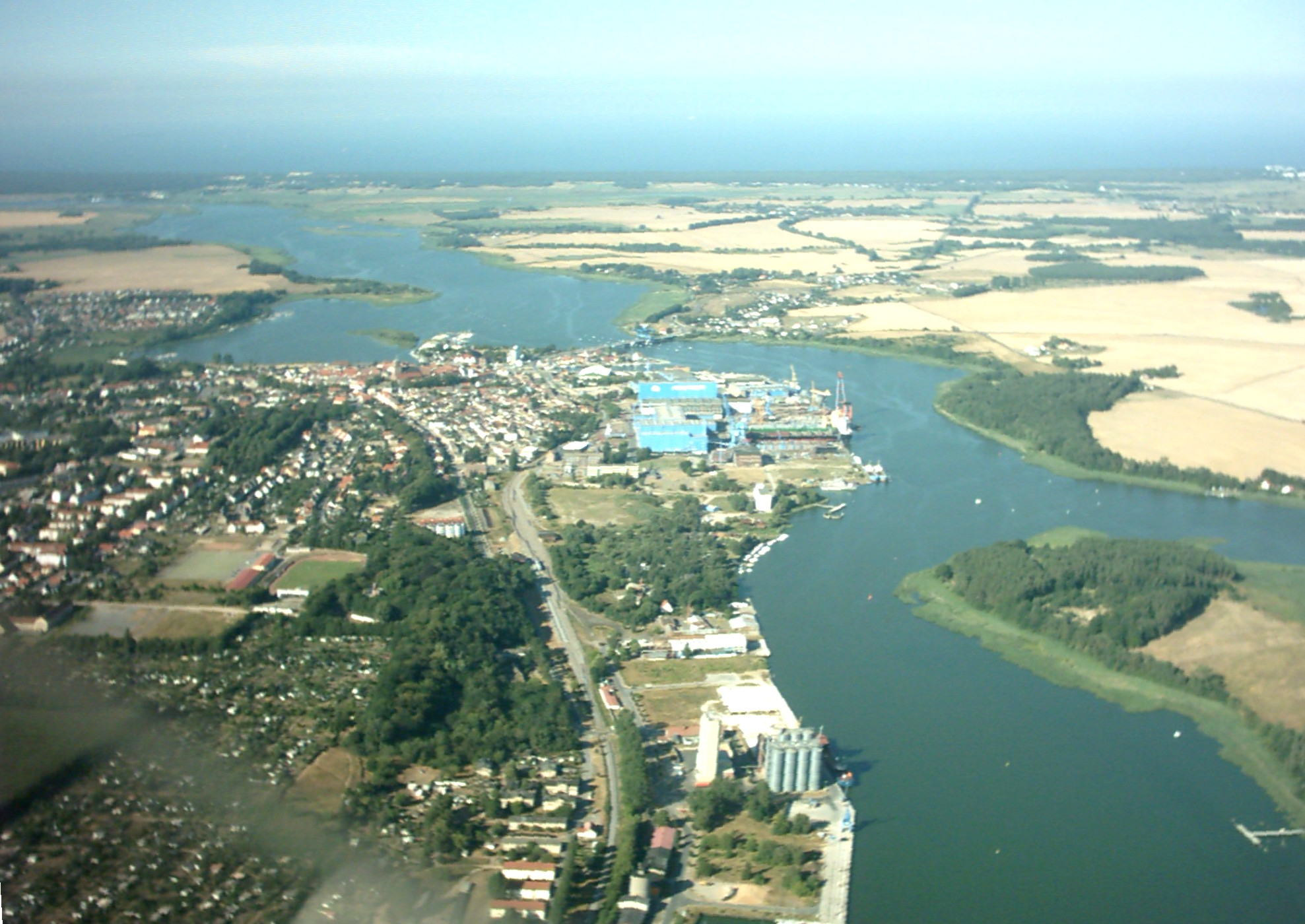
Peenevarvet vid Peenestrom.

Peenevarvet (tyska: Peene-Werft GmbH) är ett tyskt skeppsvarv i Wolgast som grundades 1948.

## Historik
Efter andra världskriget grundades Peenevarvet 1 juni 1948 av den sovjetiska militäradministrationen i Tyskland. De första åren byggdes kuttrar och kustmotorskepp för krigsskadeståndet till Sovjetunionen. År 1951 började Peenevarvet att bygga stridsfartyg. Fram till Tysklands återförening 1990 byggde varvet huvudsakligen små torpedbåtar, minsvepare, landstigningsfartyg och ubåtsjaktfartyg för östtyska Volksmarine.
Efter Tysklands återförening köptes varvet av Hegemann-Gruppe 1992. I juni 2010 fusionerades Peenevarvet GmbH med Volkswerft Stralsund GmbH. Det nya bolaget kallades för P+S Werften GmbH, men gick i konkurs bara två år senare. I december 2012 övertogs varvet av Lürssen. 
I dag bygger Peenevarvet specialfartyg.
Peenevarvet har tre skeppsbyggnadshallar med 55 000 m² yta och en torrdocka på 180 x 30 meter. Varvet har cirka 800 anställda.

## Byggda fartyg i urval
- Staatsyacht Ostseeland (1971)
- Deneb (1994)
- Arkona (2004)
- Seefalke (2008)
- KBV031–KBV034[1] (2011–2013)